# Patrick Koslow
Patrick Koslow (* 6. Januar 1985 in Landshut) ist ein ehemaliger deutscher Eishockeytorwart.

## Karriere
Aus dem Nachwuchs des niederbayerischen Traditionsvereins Landshuts, wo er sämtliche Jugendmannschaften durchlief, wechselte er anschließend zum Mannheimer ERC, den Jungadlern Mannheim, wo er in der Saison 2000/01 gleichzeitig in der Regionalliga Süd bei den Jungadlern Mannheim zum Einsatz kam, wechselte er zur Saison 2001/02 nach Augsburg, wo er neben Einsätzen in der Saison 2001/02 bei den Augsburger Panthern hauptsächlich in der Regionalligamannschaft und in der DNL-Mannschaft des Augsburger EV eingesetzt wurde.
Deutlich war allerdings zu merken, dass dem mit heute 1,78 m Körpergröße und 65 kg Gewicht eher schmächtigen Profi noch einiges an Erfahrung fehlte und so sind seine DEL-Statistiken mit 5,83 Gegentoren und 87,5 % Fangquote aus der Saison 2001/02 eher mäßig. Doch die Panther vertrauten ihm weiterhin und nahmen ihn zur Saison 2002/03 fest als zweiten Keeper in den Kader auf. In seinen fünf Einsätzen dieser Spielzeit zeigte sich aber, dass er noch Zeit brauchte. Wiederum waren 6,37 Gegentore und 80,5 % Fangquote nicht überzeugend. Zu weiteren Einsätzen kam er wiederum im Jugend- und Amateurteam der Augsburger.
In der nächsten Saison bekam er wieder eine Förderlizenz der Augsburger Panther und spielte fast die komplette Saison beim EHC München in der Oberliga, mit dem er das Playoff-Halbfinale erreichte. Und sein Gegentorschnitt von 2,52 aus 19 Einsätzen der Regulären Saison und 2,23 aus neun Partien der Meisterrunde wiesen ihn als einen der besten Keeper der Liga aus.
Im Sommer 2004 wechselte er zur Saison 2004/05 zu den Krefelder Pinguinen. Ausgestattet mit einer Förderlizenz spielt er überwiegend bei den Duisburger Füchsen und war maßgeblich an deren Aufstieg in die DEL beteiligt. Die Saison 2005/06 war er wieder nach Robert Müller zweiter Torwart der Pinguine, wurde jedoch aufgrund einer Verletzungsserie der Duisburger Torhüter ausgeliehen.
Bei den Pinguinen hatte er einen Vertrag bis zum Ende der Saison 2007/2008. Dieser Vertrag beinhaltete eine beidseitige Option auf Beendigung des Vertrages zum 30. April 2007. Diese Option wurde genutzt und so wechselte er zur Saison 2007/2008 in die 2. Bundesliga zu den Bietigheim Steelers. Bei den Bietigheim Steelers wurde sein Vertrag im Oktober 2008 aufgelöst. Hiermit beendete Koslow seine aktive Spielerkarriere.